# Kovan
Kovan – stacja podziemna Mass Rapid Transit (MRT) na North East Line w Singapurze. Stacja znajduje się w południowej części Hougang New Town, sąsiadując z Heartland Mall.